# Міжфракційне депутатське об'єднання «Рівні можливості»
Міжфракційне депутатське об'єднання «Рівні можливості» — одне з найперших та найбільших МФО в українському парламенті, створене 6 грудня 2011 року для розробки гендерної політики України, розширення прав та можливостей жінок та законодавчої реалізації гендерної рівності. Третє за об'ємом МФО: станом на 21 січня 2020 включало 87 депутаток(-ів). Спів-очолюється Мариною Бардіною, Марією Іоновою, Оленою Кондратюк та Інною Совсун. Аналогічні МФО створені при міській раді Кропивницького, у Вінницькій обласній раді 6-ого та 7-ого скликань, у Запорізькій обласній раді.

## Завдання
Об'єднання «Рівні можливості» утворене для сприяння боротьбі з суспільними стереотипами у гендерній політиці, шляхом співпраці у створенні та підтримці спільних законопроєктів, спрямованих на: відстоювання гендерної рівності та рівних можливостей для жінок та чоловіків у праці, освіті, політиці, медицині та інших сферах життя, протидії домашньому насильству, захисту дітей, багатодітних сімей, одиноких матерів та батьків. Членкині та члени об'єднання беруть спільну участь у соціальних ініціативах, покликаних привернути увагу до проблем дискримінації за статтю. Свою місію об'єднання визначає як:
|  | просування гендерної рівності, покращення становища жінок у суспільстві; надання політиці рівних можливостей цілеспрямованості та системності; об’єднання зусиль законодавчої та виконавчої влади та громадянського сектора щодо просування прав жінок; сприяння процесу адаптації законодавства України до законодавства ЄС. |

## Склад

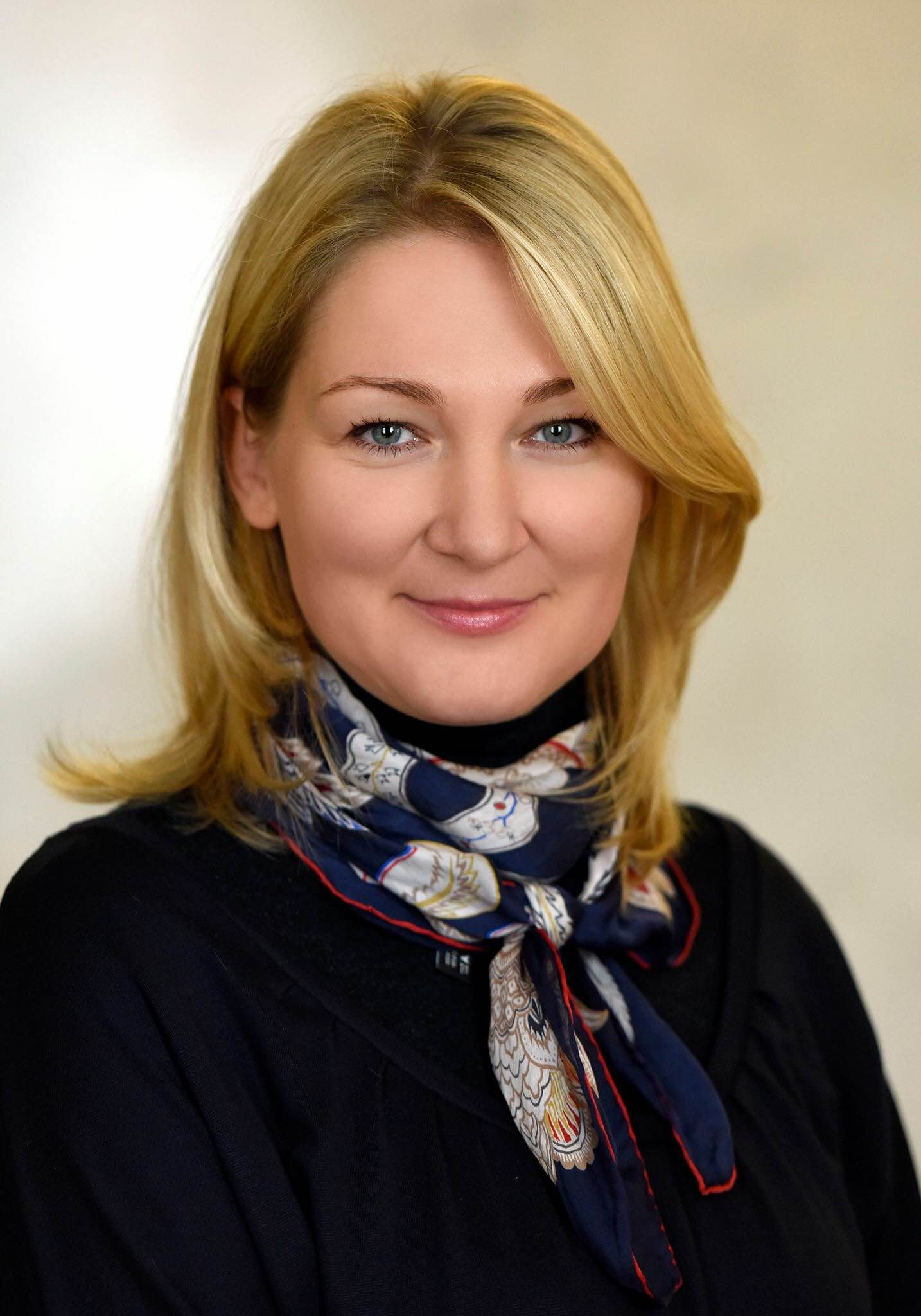
Марія Іонова, співголова об'єднання

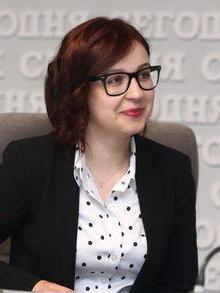
Інна Совсун, співголова об'єднання

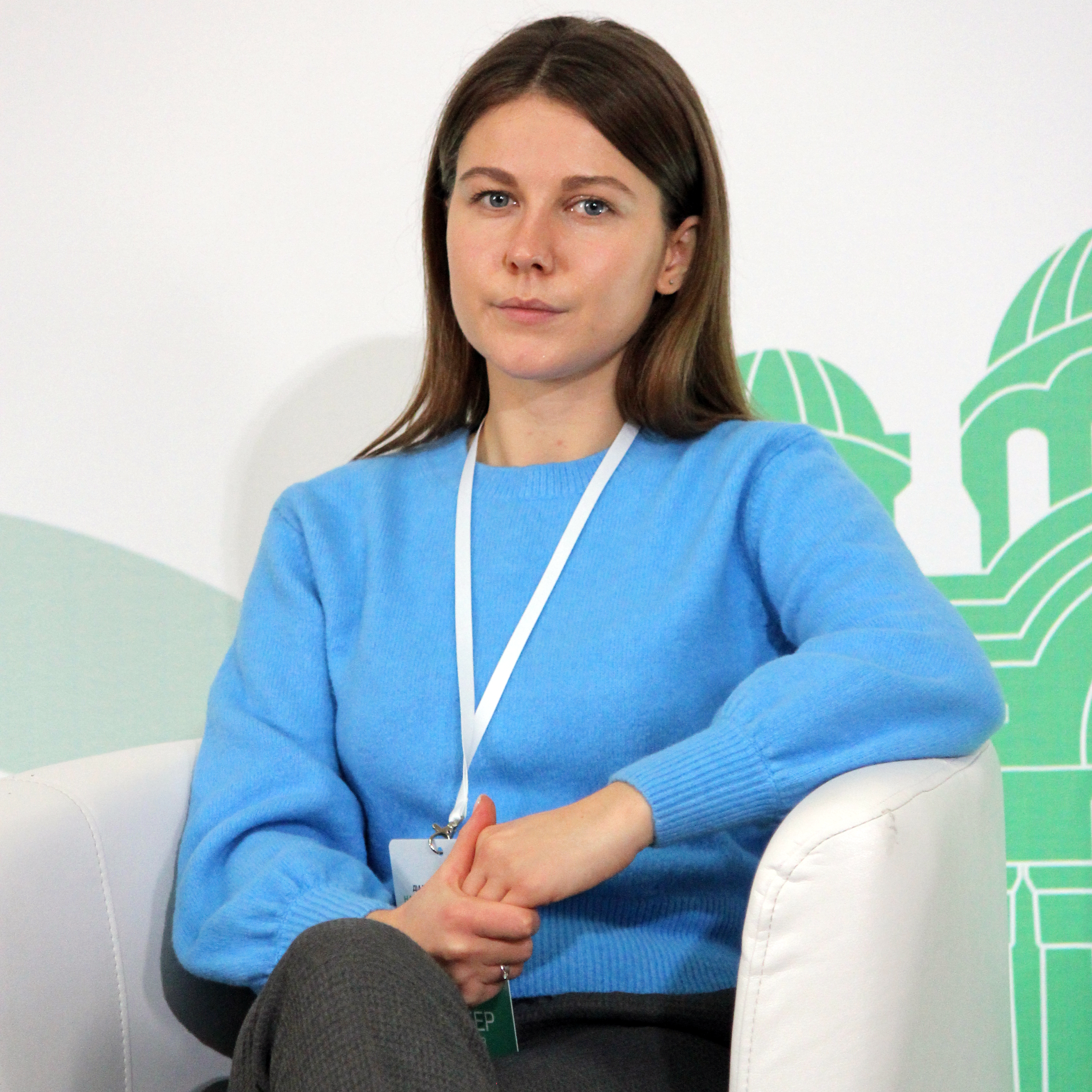
Марина Бардіна, співголова об'єднання

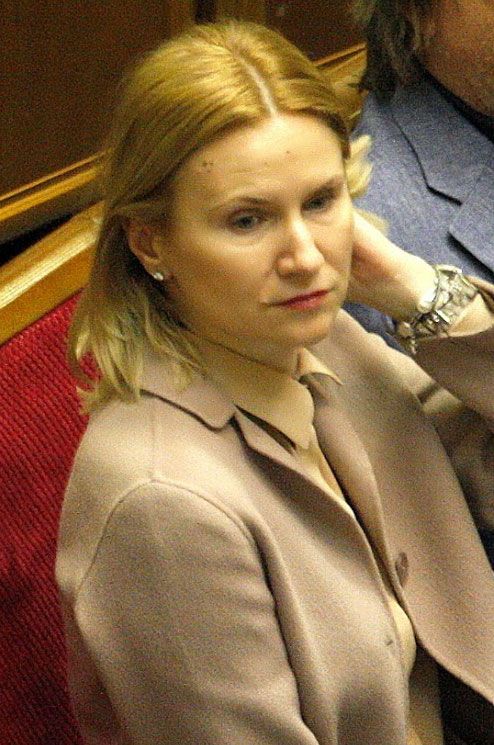
Олена Кондратюк, співголова об'єднання

Згідно з відомостями про міжфракційні депутатські об'єднання у Верховній Раді України дев'ятого скликання станом на 21 січня 2020 року у МФО «Рівні можливості» входило 87 народних депутат/ок: 45 жінок та 42 чоловіки. Це третє за кількістю членів міжфракційне об'єднання. 
| Народні депутатки                          | Народні депутати                             |
| ------------------------------------------ | -------------------------------------------- |
| Бардіна Марина Олегівна (співголова)       | Жмеренецький Олексій Сергійович (співголова) |
| Іонова Марія Миколаївна (співголова)       | Абдуллін Олександр Рафкатович                |
| Кондратюк Олена Костянтинівна (співголова) | Бабак Сергій Віталійович                     |
| Совсун Інна Романівна (співголова)         | Безгін Віталій Юрійович                      |
| Безугла Мар'яна Володимирівна              | Брагар Євгеній Вадимович                     |
| Бєлькова Ольга Валентинівна                | Василів Ігор Володимирович                   |
| Білозір Лариса Миколаївна                  | Галайчук Вадим Сергійович                    |
| Бобровська Соломія Анатоліївна             | Герасимов Артур Володимирович                |
| Богдан Ганна Вячеславівна                  | Герус Андрій Михайлович                      |
| Буймістер Людмила Анатоліївна              | Гетманцев Данило Олександрович               |
| Булах Лада Валентинівна                    | Забродський Михайло Віталійович              |
| Василенко Леся Володимирівна               | Задорожній Микола Миколайович                |
| Венедіктова Ірина Валентинівна             | Зуб Валерій Олексійович                      |
| Верещук Ірина Андріївна                    | Івченко Вадим Євгенович                      |
| Геращенко Ірина Володимирівна              | Качура Олександр Анатолійович                |
| Дмитрієва Оксана Олександрівна             | Кириченко Микола Олександрович               |
| Забуранна Леся Валентинівна                | Клочко Андрій Андрійович                     |
| Зінкевич Яна Вадимівна                     | Корнієнко Олександр Сергійович               |
| Климпуш-Цинцадзе Іванна Орестівна          | Костюх Анатолій Вячеславович                 |
| Констанкевич Ірина Мирославівна            | Крулько Іван Іванович                        |
| Кравчук Євгенія Михайлівна                 | Лерос Гео Багратович                         |
| Красносільська Анастасія Олегівна          | Лопушанський Андрій Ярославович              |
| Криворучкіна Олена Володимирівна           | Магомедов Муса Сергоєвич                     |
| Луценко Ірина Степанівна                   | Маріковський Олександр Валерійович           |
| Мезенцева Марія Сергіївна                  | Мережко Олександр Олександрович              |
| Михайлюк Галина Олегівна                   | Микиша Дмитро Сергійович                     |
| Нікітіна Марина Вікторівна                 | Наливайченко Валентин Олександрович          |
| Овчинникова Юлія Юріївна                   | Нальотов Дмитро Олександрович                |
| Підласа Роксолана Андріївна                | Наталуха Дмитро Андрійович                   |
| Подгорна Вікторія Валентинівна             | Одарченко Андрій Миколайович                 |
| Пуртова Анна Анатоліївна                   | Павленко Ростислав Миколайович               |
| Руденко Ольга Сергіївна                    | Павловський Петро Іванович                   |
| Рудик Кіра Олександрівна                   | Потураєв Микита Русланович                   |
| Рябуха Тетяна Василівна                    | Радуцький Михайло Борисович                  |
| Совгиря Ольга Володимирівна                | Саврасов Максим Віталійович                  |
| Сюмар Вікторія Петрівна                    | Соболєв Сергій Владиславович                 |
| Третьякова Галина Миколаївна               | Тарасенко Тарас Петрович                     |
| Устінова Олександра Юріївна                | Ткаченко Олександр Владиславович             |
| Фріз Ірина Василівна                       | Цабаль Володимир Володимирович               |
| Хоменко Олена Вікторівна                   | Чернєв Єгор Володимирович                    |
| Циба Тетяна Вікторівна                     | Шпенов Дмитро Юрійович                       |
| Шкрум Альона Іванівна                      | Юрчишин Ярослав Романович                    |
| Шпак Любов Олександрівна                   |                                              |
| Яковлєва Неллі Іллівна                     |                                              |
| Ясько Єлизавета Олексіївна                 |                                              |

## Діяльність
Серед питань гендерної політики, якими МФО «Рівні можливості» займається на законотворчому рівні:
Права матерів, батьків та забезпечення дитинства:
- Участь у створенні законопроєкту «Про внесення змін до деяких законодавчих актів України щодо забезпечення рівності прав одиноких матерів та одиноких батьків» (№ 1179 від 27.12.2012, прийнято)[9],
- «Про внесення змін до Сімейного кодексу України щодо визначення походження дитини, батьки якої не перебувають у шлюбі між собою» (№ 1180 від 27.12.2012, відкликано)[10],
- МФО брало участь у круглому столі щодо «реінтеграції матерів і батьків до професійного життя після відпустки по догляду за дитиною»[11].

Домашнє насильство:
- «Про внесення змін до Кодексу України про адміністративні правопорушення щодо врегулювання питання відповідальності за вчинення насильства в сім'ї» (№ 1181 від 27.12.2012)[12].

Гендерні квоти на виборах до органів влади:
- У Верховній Раді VIII скликання членкині та члени об'єднання зареєстрували законопроєкт, покликаний забезпечити рівні права та можливості жінок та чоловіків у виборчому процесі[13], що встановлює мінімальний відсоток кандидатів у виборчому списку на рівні 30 %, в тому числі для місцевих виборів. У першій п'ятірці кандидатів у виборчому списку відсоток кандидатів однієї статі повинен бути не меншим за 40 %.

Права та можливості жінок у Збройних силах України:
- Деякі члени об'єднання стали авторами законопроєкту «Про внесення змін до деяких законів України щодо забезпечення рівних прав і можливостей жінок і чоловіків під час проходження військової служби у Збройних Силах України та інших військових формуваннях» (№ 6109 від 21.02.2017)[14].

Сексизм у медіа та публічному просторі: 
- Члени об'єднання спільно висловлювалися щодо неприпустимості сексистських висловлювань у парламенті України. МФО «Рівні можливості» засудили образливі коментарі Олега Ляшка на рахунок Ірини Геращенко та Уляни Супрун[15].

Інші питання: 
- Об'єднання публічно підтримало, зокрема, законопроєкти «Про забезпечення прав і свобод внутрішньо переміщених осіб»[16] та «Про соціальні послуги», покликаного надати доступ до робочих місць людям із синдромом Дауна[17].

### Міжнародна діяльність
МФО брало участь у міжнародних заходах щодо гендерної рівності. Представниці організації обговорили рівний доступ жінок до економічних благ в рамках 61 сесії Комісії ООН зі становища жінок. У Страсбурзі на П'ятому засіданні Парламентського Комітету Асоціації між Україною та Європейським Союзом члени організації поспілкувалися з європейськими парламентарями щодо питання подолання гендерної дискримінації в Україні. 

### Український Жіночий Конгрес

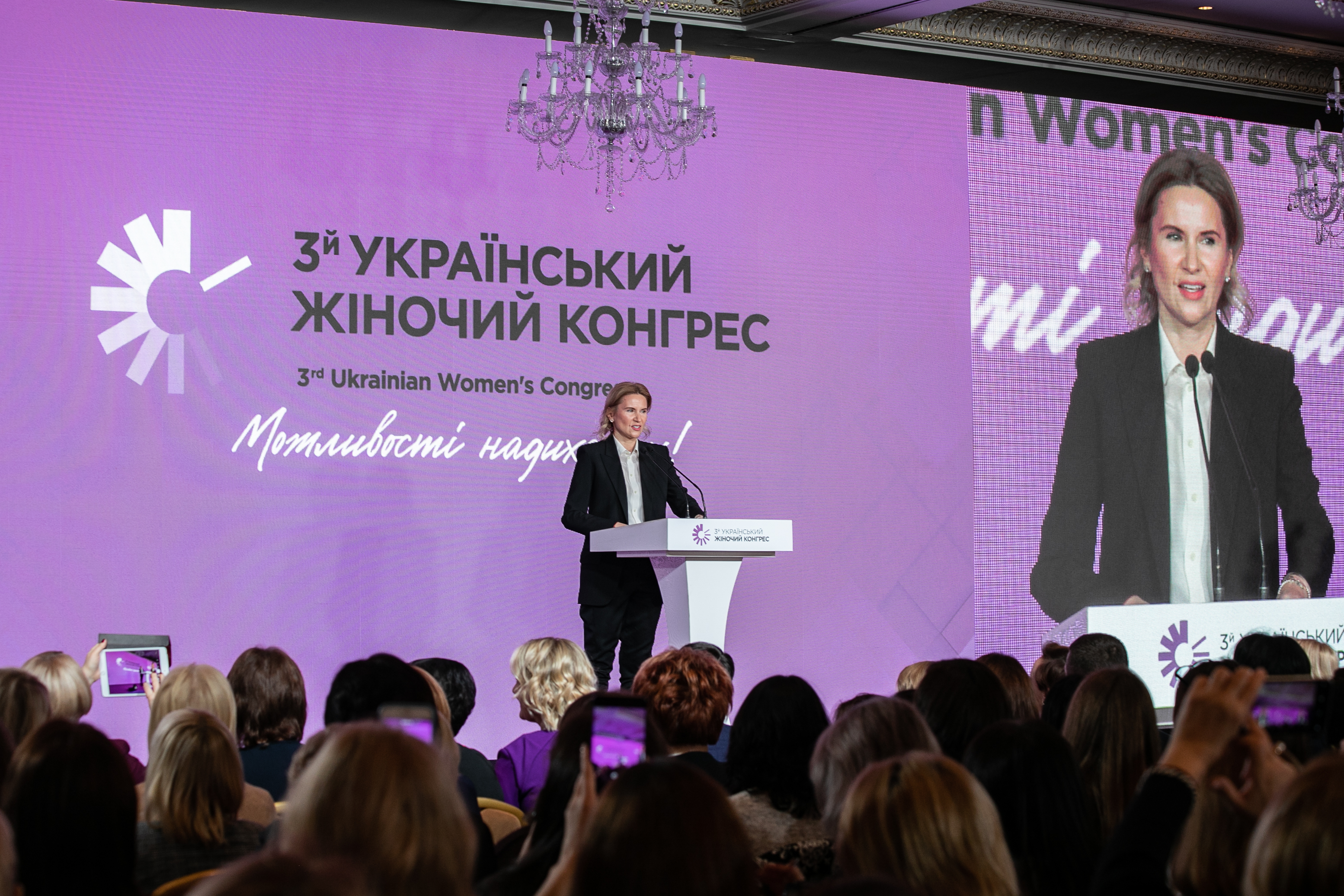
Олена Кондратюк на Третьому Українському Жіночому Конгресі, 2019 рік

22-23 листопада 2017 року в Києві відбувся перший Український Жіночий Конгрес, організований за ініціативи МФО «Рівні можливості». Це постійнодіюча публічна платформа, що формує порядок денний з питань ґендерної політики для Верховної Ради України, Уряду, місцевих громад, приватного та громадського секторів і медіаспільноти. Через рік Конгрес проведений у Києві, Львові та Одесі, став щорічним та розширився на регіони.  
Темою Регіонального Конгресу 2022 року, вперше проведеного в умовах повномасштабної війни, стало жіноче лідерство під час війни та після перемоги України. За результатами Регіонального Конгресу оприлюднено колективну заяву зі зверненням до органів державної влади та місцевого самоврядування, представників та представниць громадських, жіночих та правозахисних організацій, аналітичних центрів, до лідерів та лідерок думок, а також до міжнародної спільноти з тим, щоб об’єднати зусилля та разом долати виклики, перед якими опинилися жінки, жіночі організації та спільноти, і загалом жіночий рух в Україні та у світі.

### Громадська рада з гендерних питань
24 березня 2016 року за ініціативи МФО «Рівні можливості» як консультативно-дорадчий орган об'єднання утворена Громадська рада з гендерних питань. Наразі посаду координаторки Громадської ради з ґендерних питань при МФО «Рівні можливості», яка охоплює близько 70 громадських організацій, займає ґендерна дослідниця Лариса Кобелянська. Структура Громадської ради поділена на відповідні сфери: 
- питання політичної участі жінок;
- безпека та миротворча діяльність, зокрема реалізація Резолюції Ради Безпеки ООН № 1325 «Жінки, мир, безпека»;
- сприяння проведенню гендерних експертиз законопроєктів;
- посилення участі жінок в економічній діяльності;
- ратифікація та впровадження Стамбульської конвенції;
- просвітницькі заходи щодо гендерних питань[26].